# 너의 시간 속으로
《너의 시간 속으로》(영어: A Time Called You)는 넷플릭스에서 2023년 9월 8일에 공개된, 대한민국의 판타지 로맨스 드라마이다. 대만 드라마 《상견니》를 한국판으로 리메이크한 작품이다.

## 제작진

### 연출
- 김진원

## 등장 인물

### 주요 인물

#### 1998년
- 안효섭 : 남시헌 역 (아역: 김지우) (원작: 리쯔웨이)
- 전여빈 : 권민주 역 (원작: 천윈루)
- 강훈 : 정인규 역 (아역: 임태풍) (원작: 모쥔제)

#### 2023년
- 안효섭 : 구연준 역 (원작: 왕취안성)
- 전여빈 : 한준희 역 (아역:정서연) (원작: 황위쉬안)

### 권민주 주변 인물 (1998년)
- 박혁권 : 배치원 역 (원작: 우원레이)
민주의 외삼촌. 타임슬립을 알고 있는 시헌,준희 이외의 유일한 인물이다.

- 장혜진 : 배미영 역 (원작: 우잉찬) - 민주의 어머니.
- 이민구 : 권도훈 역 (원작: 천쓰위안) - 민주의 동생
- 성기윤 : 권상조 역 - 민주의 아버지

### 녹산고등학교 (1998년)
- 오용 : 동준 역 - 민주네 반의 담임 선생님
- 민진웅 : 오찬희 역 (원작: 셰쭝루) - 준희가 있는 반의 반장, 찬영의 형
- 송지우 : 변다현 역 (원작: 차이원러우)
녹산고등학교 연쇄살인사건의 1차 피해자
- 김태정 : 박민상 역 (원작: 장치언)
- 김이경 : 박지희 역
- 장윤정 : 지용선 역
- 윤상정 : 성혜미 역
- 한지원 : 이수진 역

### 한준희 주변 인물 (2023년)
- 민진웅 : 오찬영 역 (원작: 셰쯔치) - 찬희의 동생
- 서예화 : 서나은 역 (원작: 쿤부)
- 이랑서 : 슬기 역

### 그 외 인물
- 이주실 : 계순 역 (원작: 모 할머니) - 인규의 할머니
- 이지하 : 수경 역 - 연준의 어머니
- 이나라 : 인영 역 - 연준의 누나
- 백성철 : 세권 역 - 녹산 경찰서 형사
- 김철윤 : 범선 역 - 녹산 경찰서 형사
- 강명주 : 미선 역 - 시헌의 어머니

### 특별 출연
- 장세현 : 상호 역 (1회, 4회)
- 박기웅 : 명일 역 (4회)
- 로운 : 태하 역 (8회)
- 도상우 : 도현 역 (8회) (원작: 두치민)

## 원작과 차이
|                              | 상견니              | 너의 시간 속으로      |
| ---------------------------- | ------------------- | --------------------- |
| 시대                         | 1998년, 2019년      | 1998년, 2023년        |
| 레코드 가게                  | 32 레코드           | 27 레코드             |
| 타임 슬립을 위해 사용된 노래 | Last Dance (우바이) | 내 눈물 모아 (서지원) |

## 사운드트랙
| #  | 제목              | 작사   | 작곡   | 편곡                    | 가수 | 재생 시간 |
| -- | ----------------- | ------ | ------ | ----------------------- | ---- | --------- |
| 1. | 〈아름다운 구속〉 | 한경혜 | 김종서 | NewJeans (원곡: 김종서) |      |           |

| #  | 제목                   | 작사          | 작곡                          | 편곡                          | 가수 | 재생 시간 |
| -- | ---------------------- | ------------- | ----------------------------- | ----------------------------- | ---- | --------- |
| 1. | 〈Never Ending Story〉 | 김태원        | 김태원                        | 김민석(멜로망스) (원곡: 부활) |      |           |
| 2. | 〈벌써 일년〉          | 한경혜        | 윤건                          | 림킴 (원곡: 브라운 아이즈)    |      |           |
| 3. | 〈Melody〉             | 최인희 서현일 | 김성윤                        | 백아                          |      |           |
| 4. | 〈사랑한다는 흔한 말〉 | 이승민        | 조규만                        | Sondia (원곡: 김연우)         |      |           |
| 5. | 〈안녕〉               | 정구현 아슬   | 정구현                        | kei                           |      |           |
| 6. | 〈사랑과 우정 사이〉   | 오태호        | 오태호                        | 홍대광 (원곡: 피노키오)       |      |           |
| 7. | 〈Be with you〉        | SEION         | 이민영(1by1) SEION Yeul(1by1) | 홍이삭                        |      |           |

| #   | 제목                    | 작곡          | 편곡 | 재생 시간 |
| --- | ----------------------- | ------------- | ---- | --------- |
| 1.  | 〈I Will Find You〉     | 이소리        |      |           |
| 2.  | 〈Youth〉               | 최인희 임현지 |      |           |
| 3.  | 〈Star〉                | 임현지        |      |           |
| 4.  | 〈Leap Through Time〉   | 최인희 오혜주 |      |           |
| 5.  | 〈Auto Reverse〉        | 최인희 오혜주 |      |           |
| 6.  | 〈Take It〉             | 이소리        |      |           |
| 7.  | 〈Us and Them〉         | 최인희 임현지 |      |           |
| 8.  | 〈Serenade in E Minor〉 | 최인희 오혜주 |      |           |
| 9.  | 〈Without You〉         | 최인희 이소리 |      |           |
| 10. | 〈Ever After〉          | 최인희 오혜주 |      |           |